# Igelkottfisk
Igelkottfisk (Diodon hystrix) är en fiskart som beskrevs av Carl von Linné 1758. Igelkottfisk ingår i släktet Diodon och familjen piggsvinsfiskar. Inga underarter finns listade i Catalogue of Life.
Igelkottfisk saknar i ryggfenen taggstråle och har 14t ill 17 mjukstrålar. I anelfenan finns 14 till 16 mjukstrålar och ingen taggstrål. Typisk är många taggar som ligger vanligen tät på kroppen. Ovansidan har oftast en brun färg och många mörka punkter.
Arten förekommer i tropiska och tempererade hav nära kusterna. I östra Atlanten har den endast kring Iberiska halvön en större population. Exemplaren vistas vanligen 2 till 50 meter under havsytan. De hittas vid korallrev och andra klippor. Igelkottfisk gömmer sig ofta i håligheter. Ungar besöker ibland mangrove med bräckt vatten. Denna fisk har sjögurkor, blötdjur och kräftdjur som föda. Exemplaren blir vanligen 40 cm långa. Några individer når en längd av 91 cm och en vikt av 2,8 kg. Individer i akvarium kan leva 20 år.
För beståndet är inga hot kända. IUCN listar arten som livskraftig (LC).